# يعقوب فيشمان
يعقوب فيشمان (بالعبرية: יעקב פיכמן‏) «بالعبرية יעקב פיכמן، وبالإنجليزية Jacob Fichman» (ولد في بلدة صغيرة في جنوب روسيا في عام 1881- مات في إسرائيل في عام 1958) هو شاعر وناقد أدبي إسرائيلي.
يصطبغ شعر فيشمان بالصبغة الرومانسية الغنائية التقليدية. وقد اصطبغت كتاباته النثرية بأسلوب شعري.
وقد كتب أيضا المقالات الصحفية والمقالات الأدبية النقدية، وقد نشرت في الدوريات والصحف.
وقد تميز نقده الأدبي بالتركيز على حياة الكاتب وعلى تاريخه الشخصي، بدلاً من التركيز على العمل نفسه.

## جوائز
- حصل على جائزة إسرائيل في الأدب في عام 1957. [2]

## روابط خارجية
- يعقوب فيشمان على موقع ميوزك برينز (الإنجليزية)
- يعقوب فيشمان على موقع ديسكوغز (الإنجليزية)